# Wilhelm Hermann Nopitsch

Wilhelm Hermann Nopitsch, um 1880 (Fotografie von Emilie Bieber)

Wilhelm Hermann Nopitsch (* 28. Oktober 1818 in Altona, Herzogtum Holstein, Dänischer Gesamtstaat; † 11. Oktober 1891 in Nienstedten, Deutsches Reich) war ein deutscher Kaufmann und Senator der Stadt Altona.

## Leben

### Familie und Ausbildung
Wilhelm Hermann Nopitsch wurde als Sohn von August Karl Nopitsch (* 1. November 1781 in Hiltpoltstein; † 2. Juni 1848 in Altona) und seiner Frau Johanna Elisabeth Henriette (geb. von Schott; * 6. Juni 1789; † 2. August 1867), neben einem Bruder (Konrad Heinrich August, * 27. Januar 1812; † 30. Oktober 1868) geboren. August Karl, aus einer ursprünglich niederösterreichischen Exulantenfamilie stammend, emigrierte zu Beginn des 19. Jahrhunderts von Mittelfranken nach Altona und war dort Buchhalter, später Direktoriumsmitglied, beim Bankhaus C. H. Donner (heute Donner & Reuschel). Seine Schulausbildung bekam Wilhelm Hermann Nopitsch in der Altonaer Privatschule des Michael Andresen. Ab 1834 absolvierte Nopitsch eine Kaufmannslehre im Kontor der Firma M. Matthiessen & Co. und war dort anschließend auch tätig.

### Weltumsegelung der Galathea
1845 wurde Nopitsch von König Christian VIII. zum „commerciellen Mitgliede“ der Expeditionsfahrt der dänischen Korvette Galathea ernannt. Ursprünglich waren für diese Expedition nur Wissenschaftler (und natürlich Seeleute) vorgesehen, nachdem die Galathea bereits ausgelaufen war, ist man jedoch zu dem Entschluss gekommen, auch eine Person aus dem Kaufmannsstand teilnehmen zu lassen. Die Städte Kopenhagen, Altona und Flensburg konnten beim König Personenvorschläge einreichen, schlussendlich entschied er sich unter „mehreren Mitbewerbern“ für Nopitsch. Nopitsch hatte den Auftrag, „alles, was für Handel, Industrie und Schiffahrt“ von Interesse sein könnte, aufzuzeichnen und seine Berichte samt „Beilagen und Mustern“ der dänischen Regierung zu übergeben.
Am 10. Oktober 1845 begann er seine Reise mit Dampfschiffen, um die Galathea in Indien einzuholen, zunächst von Altona nach Southampton. Am 20. Oktober fuhr er von dort mit der Oriental der Oriental Steam Navigation Company nach Alexandria, um anschließend über Kairo durch die Wüste nach Suez zu gelangen. Dort bestieg er die Hindostan, welche am 8. Dezember 1845 (später als geplant, wegen Monsunen) Kalkutta erreichte, wo die Galathea bereits lag. Anfang Januar traf die Galathea auf den Nicobaren ein, wo sie zwei Monate verblieb. Der weitere Reiseverlauf ging über Pinang, Singapur, Batavia, Manila, China, die Sandwich- und Gesellschaftsinseln, Lima (wo er mit Heinrich Witt zusammentraf; Witt war noch aus Altona mit W. H. Nopitsch Vater bekannt), Montevideo, Buenos Aires nach Rio de Janeiro (im Mai 1847), wo Nopitsch die Galathea verließ, um noch die Vereinigten Staaten zu besuchen; die dortige Sklaverei bezeichnete Nopitsch als ein „Uebel“ und nicht mit den „Principien der Verfassung“ vereinbar. Am 18. November 1847 reiste er von den USA mit dem Dampfschiff Washington wieder zurück nach Southampton, wo er am 3. Dezember landete, und wenige Tage später schlussendlich in Bremerhaven ankam.
An jedem besuchten Ort (beziehungsweise für das jeweilige Land) hielt Nopitsch unter anderem die Handelsumsätze (Einfuhr, Ausfuhr) der letzten Jahre, am Handel beteiligte Staaten, den Schifffahrtsverkehr (die Maße bzw. Tonnen der ankommenden Schiffe), Import- und Exportartikel, die jeweiligen Zoll- und Schifffahrtsbestimmungen fest und notierte auch ausländische Maßeinheiten und Wechselkurse. Seine Berichte überreichte er einige Zeit nach seiner Ankunft der Regierung beziehungsweise der zuständigen dänischen Kommission. Im Jahr 1849 gab Nopitsch – gegen den Willen der dänischen Regierung – für das deutschsprachige Publikum ein Buch heraus, in dem er seine Reise beschrieb, handelspolitische Aspekte hervorhob, teilweise mit persönlichen, politischen Kommentaren versah und ebenfalls die gesammelten kaufmännischen Daten veröffentlichte.

### Altona
Nopitsch, der einen deutschen Nationalstaat befürwortete, bot sich 1848 dem Reichsministerium für Handel (Deutsches Reich 1848/1849) zur Verfügung an, bekam jedoch mangels „passender Verwendung“ keine Stelle. Stattdessen kehrte er in die Firma zurück, in welcher er seine Ausbildung absolviert hatte und wurde 1850, neben Theodor Reincke, schließlich Teilhaber von M. Matthiessen & Co. Zusätzlich war er Mitdirektor des Feuer-Assecuranz-Vereins Altona (Versicherung) und der Sparkasse, des Altonaischen Unterstützungsinstitus und seit 1864 Dispacheur für die Herzogtümer Holstein, Lauenburg und Schleswig (beziehungsweise später für die preußische Provinz Schleswig-Holstein).
In den Jahren 1857 und 1858 unternahm Nopitsch eine weitere Reise, diesmal durch Norwegen.
Zusammen mit acht weiteren Altonaer Bürgern gründete Nopitsch 1863 eine private Gesellschaft für den Aufbau des Altonaer Museums, wo er ebenfalls im Direktorium tätig, und zusammen mit Ernst Dreyer insbesondere für die völkerkundlichen Bestände verantwortlich war. Mehrere hundert Objekte dieser Abteilung hat das Museum Nopitsch zu verdanken, darunter eine Musikinstrumentensammlung aus Südostasien und eine Sammlung „geschnitzter norwegischer Holzgeräte“. Des Weiteren war Nopitsch im Museum auch für die numismatische und antiquarische Sektion zuständig.
Am 26. Januar 1864 wurde (infolge der deutsch-dänischen Konflikte; siehe Novemberverfassung und Bundesexekution) Nopitsch, mit vier weiteren Personen, als Abgesandte im Namen des „Holsteinischen Volks und der Schleswiger Brüder“ zu einer Audienz beim bayerischen König Max II. empfangen, mit der Bitte, dass der König sich für diese Landesteile (Unabhängigkeit von Dänemark etc.) einsetzen möge. Der Monarch sagte seine Unterstützung zu.
Nachdem Holstein und Schleswig an Preußen gefallen waren, und es sich diese neuen Gebiete in das eigene Wirtschafts- und Zollgebiet einverleibt hatte, wurde 1867 von Altona eine „Commission zur Prüfung der Freihafen- und Zollanschluss-Frage“ einberufen, in der unter anderem Nopitsch Mitglied war. Die Stadt beziehungsweise Kommission hatte mit ihrer Forderung Erfolg, sodass Altona ein Freihafen blieb. Die Zollgrenze verlief nun, trotz Altonas Zugehörigkeit zum preußischen Staat, jenseits der altonaischen Stadtgrenzen.
Von 1870 bis 1876 war Nopitsch Altonaer Senator. Während seiner Zeit als Senator war er auch Vorsitzender des Seemannsamtes Altona.
Nopitsch war 1839 kurzzeitig Vorsitzender der Altonaer Liedertafel, ab 1853 Präses der Altonaer Sing-Akademie, die er zusammen mit John Böie gestiftet hatte; später Präses des Altonaer Schleswig-Holsteinischen Vereins, des Bürgervereins Altona und ab 1865 Mitglied im Verwaltungsrat der Schleswig-Holsteinischen Zeitung. Des Weiteren war Nopitsch Mitglied der Geographischen Gesellschaft in Hamburg und der Gesellschaft deutscher Naturforscher und Ärzte. Von 1850 an hielt Nopitsch auch Vorträge über seine Weltreise, politische Angelegenheiten, über die Stein- und Bronzezeit, über antiquarische Gegenstände oder über das „Alter des Menschengeschlechts“.
Nopitsch war lutherischer Konfession und seit dem 25. September 1852 mit der Kaufmannstochter Clara Thomsen (* 1. Juni 1829 in Elberfeld;  † 17. Februar 1899 in Altona) verheiratet, mit der er zwei Söhne und vier Töchter hatte, eine davon war die Kunstmalerin Martha Nopitsch. Der uruguayische Politiker (Frente Amplio) und ehemalige Vereinspräsident der Montevideo Wanderers, Fernando Nopitsch, ist ein Ururenkel von Wilhelm Hermann Nopitsch.
Die Nopitschstraße im Bezirk Altona wurde nach Wilhelm Hermann Nopitsch benannt, ist jedoch heute nicht mehr existent, da dort der Walter-Möller-Park angelegt worden ist.

## Schriften (Auswahl)
- Kaufmännisches Journal; an Bord der königlich-dänischen Corvette Galathea auf deren Reise um die Welt 1845–47, „unterthänigst übergeben“ von W. H. Nopitsch, 1847
- Kaufmännische Berichte, gesammelt auf einer Reise um die Welt mit der Kriegs-Corvette Galathea, in den Jahren 1845, 46 und 47, Besser & Mauke, Hamburg 1849
- Berichterstattung der Majorität der von der Gesellschaft der Commercierenden in Altona zur Prüfung der Freihafen- und Zollanschluss-Frage erwählten Commission, Altona 1867 (zusammen mit Theodor Gayen und G. H. Sieveking)
- Seit 1860 gab Nopitsch die Jahrbücher der Altonaer-Singakademie heraus

Er lieferte des Weiteren Beiträge für Zeitschriften und Tagesblätter, unter anderem diverse politische Artikel und Musikkritiken.